# (2372) Proskurin
(2372) Proskurin es un asteroide perteneciente al cinturón de asteroides, descubierto el 13 de septiembre de 1977 por Nikolái Stepánovich Chernyj desde el Observatorio Astrofísico de Crimea (República de Crimea).

## Designación y nombre
Designado provisionalmente como 1977 RA8. Fue nombrado Proskurin en honor al astrónomo ruso Vitali Fiódorovich Proskurin.